# Dave Rodger

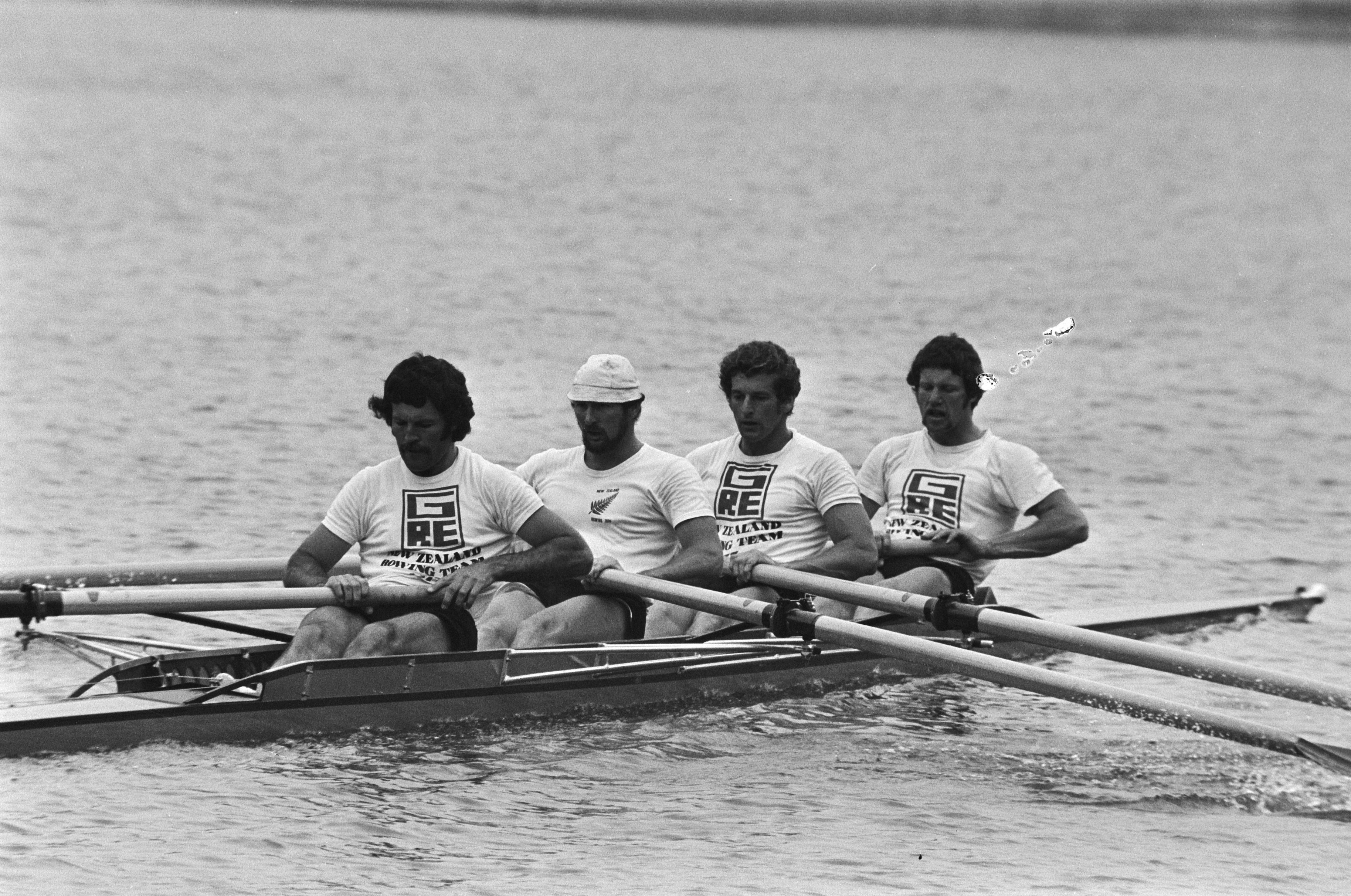
Von links nach rechts:Dave Rodger, Desmond Lock, Ivan Sutherland und David Lindstrom bei der WM 1977

David „Dave“ Marsden Rodger (* 18. Juni 1955 in Hamilton, Neuseeland) ist ein ehemaliger neuseeländischer Ruderer, der 1976 Olympiadritter im Achter wurde.

## Karriere
Der 1,92 m große Dave Rodger vom Waikato Rowing Club in Hamilton gehörte bei den Ruder-Weltmeisterschaften 1974 erstmals zum neuseeländischen Aufgebot. Er gewann mit dem Achter die Bronzemedaille hinter den Großbooten aus den USA und aus dem Vereinigten Königreich. Bei den Ruder-Weltmeisterschaften 1975 siegte der DDR-Achter vor dem Boot aus der Sowjetunion, Rodger erhielt mit dem neuseeländischen Achter erneut die Bronzemedaille. Vom neuseeländischen Achter, der 1972 Olympiasieger geworden war, saßen bei den Olympischen Spielen 1976 noch vier Ruderer und der Steuermann Simon Dickie im neuseeländischen Achter, der hinter den Booten aus der DDR und aus dem Vereinigten Königreich beim dritten Saisonhöhepunkt in Folge auf den dritten Platz ruderte.
In der Saison 1977 ruderten Dave Rodger und Ivan Sutherland aus dem 1976er Achter im Vierer ohne Steuermann. Bei den Weltmeisterschaften belegte das Boot den zweiten Rang hinter dem DDR-Vierer. 1978 saßen alle vier Ruderer aus dem Vorjahresvierer im neuseeländischen Achter, der bei den Heimweltmeisterschaften auf dem Lake Karapiro hinter den beiden deutschen Achtern aus Ost (Gold) und West (Silber) einmal mehr die Bronzemedaille gewann. Nach einer Pause 1979 ruderte Rodger 1980 wieder im neuseeländischen Achter, der allerdings wegen des Olympiaboykotts nicht an den Olympischen Regatten teilnehmen durfte.
Bei den Ruder-Weltmeisterschaften 1981 konnte der neuseeländische Achter nicht das A-Finale erreichen, als Sieger des B-Finales belegten die Neuseeländer den siebten Platz in der Gesamtwertung. 1982 und 1983 gewann dann der Achter unter Trainer Harry Mahon zweimal den Weltmeistertitel, neben dem Olympiasieg 1972 die beiden größten Erfolge für einen neuseeländischen Achter. Bei den Olympischen Spielen 1984 siegten die Kanadier vor dem US-Achter, die Neuseeländer kamen sieben Zehntelsekunden hinter den Australiern als Vierte ins Ziel. Zum Abschluss seiner Karriere belegte Rodger mit dem Achter bei den Ruder-Weltmeisterschaften 1985 noch einmal den vierten Platz.
Dave Rodger ist mit der ehemaligen Leichtathletin Dianne verheiratet, die als Dianne Zorn an den Olympischen Spielen 1976 teilgenommen hatte. Bei den Olympischen Spielen 1984 in Los Angeles waren Dave und Dianne das erste Ehepaar, das für ein neuseeländisches Olympiateam nominiert wurde.

## Internationale Medaillen
(OS=Olympische Spiele; WM=Weltmeisterschaften)
- WM 1974: Bronze im Achter (Tony Hurt, Danny Keane, Lindsay Wilson, Athol Earl, Trevor Coker, Alexander McLean, Dave Rodger, Ross Blomfield und Steuermann David Simmons)
- WM 1975: Bronze im Achter (Grant McAuley, Alexander McLean, Dave Rodger, Athol Earl, Lindsay Wilson, Ross Collinge, Trevor Coker, Peter Dignan und Steuermann David Simmons)
- OS 1976: Bronze im Achter (Ivan Sutherland, Trevor Coker, Peter Dignan, Lindsay Wilson, Athol Earl, Dave Rodger, Alexander McLean, Tony Hurt und Steuermann Simon Dickie)
- WM 1977: Silber im Vierer ohne Steuermann (Dave Rodger, Desmond Lock, Ivan Sutherland und David Lindstrom)
- WM 1978: Bronze im Achter (Mark James, Gregory Johnston, Dave Rodger, Desmond Lock, Ross Lindstrom, David Lindstrom, Ivan Sutherland, Noel Mills und Steuermann Alan Cotter)
- WM 1982: Gold im Achter (Les O’Connell, Mike Stanley, Andrew Stevenson, George Keys, Roger White-Parsons, Christopher White, Anthony Brook, Dave Rodger und Steuermann Andrew Hay)
- WM 1983: Gold im Achter (Mike Stanley, Andrew Stevenson, Dave Rodger, Roger White-Parsons, Christopher White, Barrie Mabbott, George Keys, Nigel Atherfold und Steuermann Andrew Hay)

## Neuseeländische Meistertitel
- Zweier ohne Steuermann: 1977, 1978, 1981
- Vierer ohne Steuermann: 1984, 1985
- Vierer mit Steuermann: 1978
- Achter: 1978, 1981, 1982, 1983, 1984